# Råby-Ripsa församling
Råby-Ripsa församling var en församling i Strängnäs stift och i Nyköpings kommun i Södermanlands län. Församlingen uppgick 2002 i Rönö församling.

## Administrativ historik
Församlingen bildades den 1 januari 1995 genom sammanslagning av Ripsa församling och Råby-Rönö församling. Församlingen uppgick 2002 i Rönö församling.

## Kyrkor
- Råby-Rönö kyrka
- Ripsa kyrka